# 廣福義祠
22°17′06″N 114°08′51″E / 22.285088°N 114.147617°E

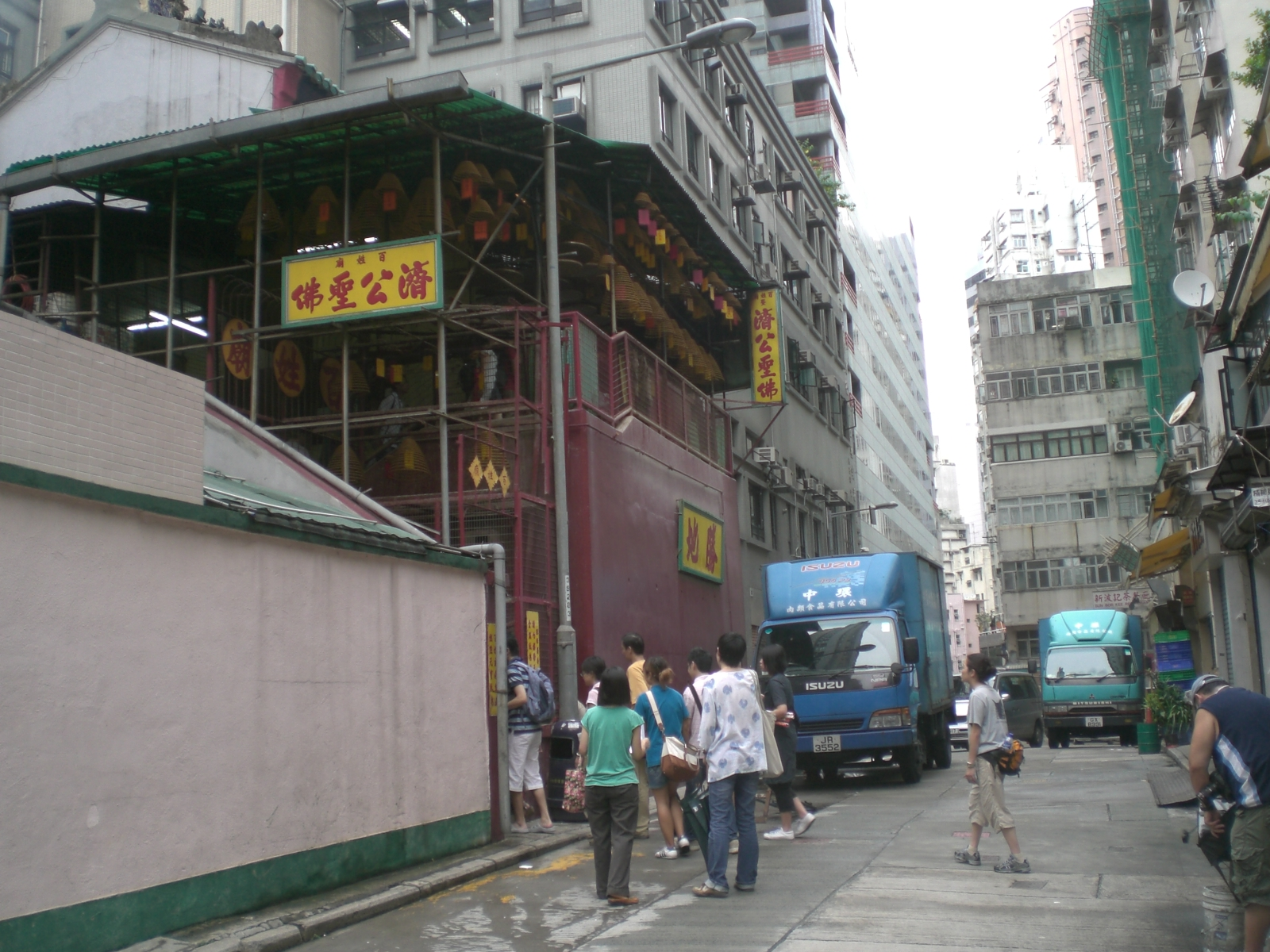
廣福義祠

百姓廟

百姓廟

廣福義祠（或廣福祠），俗稱百姓廟（或百姓祠），是香港一間供奉亡魂廟宇，位於香港島上環太平山街40號，與磅巷交界。該祠建於1856年（清朝咸豐六年），專為來港謀生而客死異鄉的華人設置靈位，現已被列為香港二級歷史建築。祠內至今保留當年客死異鄉的華人神位，不得私下轉讓。
廣福義祠內置有地藏王、太歲等神祇，定期舉行法事頌經，超渡亡魂。廣福祠由香港島的坊眾和殷商集資興建，最初作為華人供奉祖先的祠堂，並為無法運回故鄉安葬的先人設置靈位。 祠內正殿主祀地藏王，祈求亡魂安息，同時供奉濟公活佛；後殿是坊眾的百姓祠堂。後來，廣福祠也成為了患病華人的臨時收容所。
早期，廣福義祠因經營不善，環境擁擠，衛生問題嚴重。1869年4月，一項調查揭露，祠內擺放祖先靈位的大廳中，病重垂危之人與屍體共處一室。經英文報章報導相關問題後引起廣泛關注。1869年，政府下令關閉該祠，事件促使香港華人關注醫療設施不足的問題，最終推動東華醫院的創建。1872年，東華醫院落成啟用，除另設地點收容患病華人外，亦接管廣福義祠的管理。

## 外部連結
- 東華三院太平山街廣福祠 （页面存档备份，存于）